# 元老院 (オーストラリア)
元老院（げんろういん、英語: Senate）は、オーストラリアの連邦議会を構成する議院（上院）である。

## 概要
Senateという名称はアメリカの上院を意識して付けられたが、イギリス式のウェストミンスター・システムで成り立っている。しかしイギリスの貴族院とは異なり、オーストラリア元老院は立法行為に積極的に関与する。代議院の優越は存在せず、その代わり、元老院と代議院とで見解の相違が生じた場合、首相は総督に代議院と同様に元老院の解散を要求する事が出来る。解散総選挙後も法案が通過しない場合、総督自らも立法行為に参加出来、実際に1974年に行われた前例が在る。

### 定数
各基本州における定数は同数で、かつ6人以上。現在の定数は76人。
| 州 （72）      | ニューサウスウェールズ州 | 12 |
| 州 （72）      | ビクトリア州             | 12 |
| 州 （72）      | クイーンズランド州       | 12 |
| 州 （72）      | 西オーストラリア州       | 12 |
| 州 （72）      | 南オーストラリア州       | 12 |
| 州 （72）      | タスマニア州             | 12 |
| 特別地域 （4） | 首都特別地域             | 02 |
| 特別地域 （4） | ノーザンテリトリー       | 02 |
| 定数           | 定数                     | 76 |

### 選挙
比例代表制の一種である単記移譲式投票によって行われる。有権者は政党（"Above the Line"）か候補者個人（"Below the Line"）のいずれかについて、順位を付けた投票を行う。
政党に投票する場合は少なくとも6位まで、候補者に投票する場合は少なくとも12位まで記さないとならないが、救済条項により、政党の場合は1位のみ、個人の場合は6位まで記せば有効票として扱われる。

### 選挙資格と被選挙資格
- 選挙資格：次の2つの条件を満たす者[4]。

1. オーストラリア国民または1984年1月26日までに選挙人登録をしたイギリス国民。
2. 18歳以上。

- 被選挙資格：18歳以上のオーストラリア国民[5]。

義務投票制を採用している。選挙人資格を有する者は、選挙人登録と投票を義務付けられ、違反した場合は罰金を課せられる。

### 任期
6年。3年ごとに半数改選。ただし首都特別地域とノーザンテリトリー選出の議員は3年。そのため解散による全数改選でない場合の改選数は、州の定員の半数の36と首都特別地域とノーザンテリトリーの定数4との合計の40となる。

### 院内勢力
2022年5月21日の選挙結果（改選数40）よる議席数は以下の通り。
| 政党                               | 政党                               | 改選 | 非改選 | 計 |
| ---------------------------------- | ---------------------------------- | ---- | ------ | -- |
| 保守連合                           | 自由党・国民党                     | 5    | 6      | 11 |
| 保守連合                           | オーストラリア自由党               | 7    | 8      | 15 |
| 保守連合                           | クイーンズランド自由国民党         | 2    | 3      | 5  |
| 保守連合                           | 地方自由党                         | 1    | 0      | 1  |
| オーストラリア労働党               | オーストラリア労働党               | 15   | 11     | 26 |
| オーストラリア緑の党               | オーストラリア緑の党               | 6    | 6      | 12 |
| ワン・ネイション                   | ワン・ネイション                   | 1    | 1      | 2  |
| ジャッキー・ランビー・ネットワーク | ジャッキー・ランビー・ネットワーク | 1    | 1      | 2  |
| 統一オーストラリア党               | 統一オーストラリア党               | 1    | 0      | 1  |
| 無所属                             | 無所属                             | 1    | 0      | 1  |
| 定数                               | 定数                               | 40   | 36     | 76 |

## 過去の選挙結果
2019年5月18日の選挙結果（改選数40）よる議席数は以下の通り。
| 政党                               | 政党                               | 改選 | 非改選 | 計 |
| ---------------------------------- | ---------------------------------- | ---- | ------ | -- |
| 保守連合                           | 自由党・国民党                     | 6    | 6      | 12 |
| 保守連合                           | オーストラリア自由党               | 9    | 7      | 16 |
| 保守連合                           | クイーンズランド自由国民党         | 3    | 3      | 6  |
| 保守連合                           | 地方自由党                         | 1    | 0      | 1  |
| オーストラリア労働党               | オーストラリア労働党               | 13   | 13     | 26 |
| オーストラリア緑の党               | オーストラリア緑の党               | 6    | 3      | 9  |
| ワン・ネイション                   | ワン・ネイション                   | 1    | 1      | 2  |
| ジャッキー・ランビー・ネットワーク | ジャッキー・ランビー・ネットワーク | 1    | 0      | 1  |
| 中道同盟 (オーストラリア)          | 中道同盟 (オーストラリア)          | 0    | 2      | 2  |
| オーストラリア保守党               | オーストラリア保守党               | 0    | 1      | 1  |
| 定数                               | 定数                               | 40   | 36     | 76 |

2016年7月18日の選挙結果（改選数76）による議席数は以下の通り。なおこの選挙は解散による全数改選。
| 政党                               | 政党                               | 議席数 |
| ---------------------------------- | ---------------------------------- | ------ |
| 保守連合                           | 自由党・国民党                     | 10     |
| 保守連合                           | オーストラリア自由党               | 14     |
| 保守連合                           | クイーンズランド自由国民党         | 5      |
| 保守連合                           | 地方自由党                         | 1      |
| オーストラリア労働党               | オーストラリア労働党               | 26     |
| オーストラリア緑の党               | オーストラリア緑の党               | 9      |
| ワン・ネイション                   | ワン・ネイション                   | 4      |
| クセノポングループ                 | クセノポングループ                 | 3      |
| 自由民主党                         | 自由民主党                         | 1      |
| 家族優先党                         | 家族優先党                         | 1      |
| ジャッキー・ランビー・ネットワーク | ジャッキー・ランビー・ネットワーク | 1      |
| 定数                               | 定数                               | 76     |

2013年9月7日の選挙結果（改選数40）及び2014年4月5日の西オーストラリア州での再選挙結果による議席数は以下の通り。
| 政党                         | 政党                         | 改選 | 非改選 | 計 |
| ---------------------------- | ---------------------------- | ---- | ------ | -- |
| 保守連合                     | オーストラリア自由党         | 12   | 11     | 23 |
| 保守連合                     | クイーンズランド自由国民党   | 3    | 3      | 6  |
| 保守連合                     | オーストラリア国民党         | 1    | 2      | 3  |
| 保守連合                     | 地方自由党                   | 1    | 0      | 1  |
| オーストラリア労働党         | オーストラリア労働党         | 12   | 13     | 25 |
| オーストラリア緑の党         | オーストラリア緑の党         | 4    | 6      | 10 |
| パーマー統一党               | パーマー統一党               | 3    | 0      | 3  |
| 自由民主党                   | 自由民主党                   | 1    | 0      | 1  |
| クセノポングループ           | クセノポングループ           | 1    | 0      | 1  |
| 家族優先党                   | 家族優先党                   | 1    | 0      | 1  |
| 民主労働党                   | 民主労働党                   | 0    | 1      | 1  |
| オーストラリア自動車愛好者党 | オーストラリア自動車愛好者党 | 1    | 0      | 1  |
| 定数                         | 定数                         | 40   | 36     | 76 |

2010年8月21日の選挙結果（改選数40）による議席数は以下の通り。
| 政党                 | 政党                       | 改選 | 非改選 | 計 |
| -------------------- | -------------------------- | ---- | ------ | -- |
| 保守連合             | オーストラリア自由党       | 12   | 14     | 26 |
| 保守連合             | オーストラリア国民党       | 2    | 2      | 4  |
| 保守連合             | クイーンズランド自由国民党 | 3    | 0      | 3  |
| 保守連合             | 地方自由党                 | 1    | 0      | 1  |
| オーストラリア労働党 | オーストラリア労働党       | 15   | 16     | 31 |
| オーストラリア緑の党 | オーストラリア緑の党       | 6    | 3      | 9  |
| 民主労働党           | 民主労働党                 | 1    | 0      | 1  |
| 無所属               | 無所属                     | 0    | 1      | 1  |
| 定数                 | 定数                       | 40   | 36     | 76 |

2007年11月24日の選挙結果（改選数40）による議席数は以下の通り。
| 政党                 | 政党                 | 改選 | 非改選 | 計 |
| -------------------- | -------------------- | ---- | ------ | -- |
| 保守連合             | オーストラリア自由党 | 15   | 17     | 32 |
| 保守連合             | オーストラリア国民党 | 2    | 2      | 4  |
| 保守連合             | 地方自由党           | 1    | 0      | 1  |
| オーストラリア労働党 | オーストラリア労働党 | 18   | 14     | 32 |
| オーストラリア緑の党 | オーストラリア緑の党 | 3    | 2      | 5  |
| 家族優先党           | 家族優先党           | 0    | 1      | 1  |
| 無所属               | 無所属               | 1    | 0      | 1  |
| 定数                 | 定数                 | 40   | 36     | 76 |

## 参考資料
- 諸外国の憲法事情オーストラリア - 国立国会図書館調査及び立法考査局